# ベンソン&ヘッジス

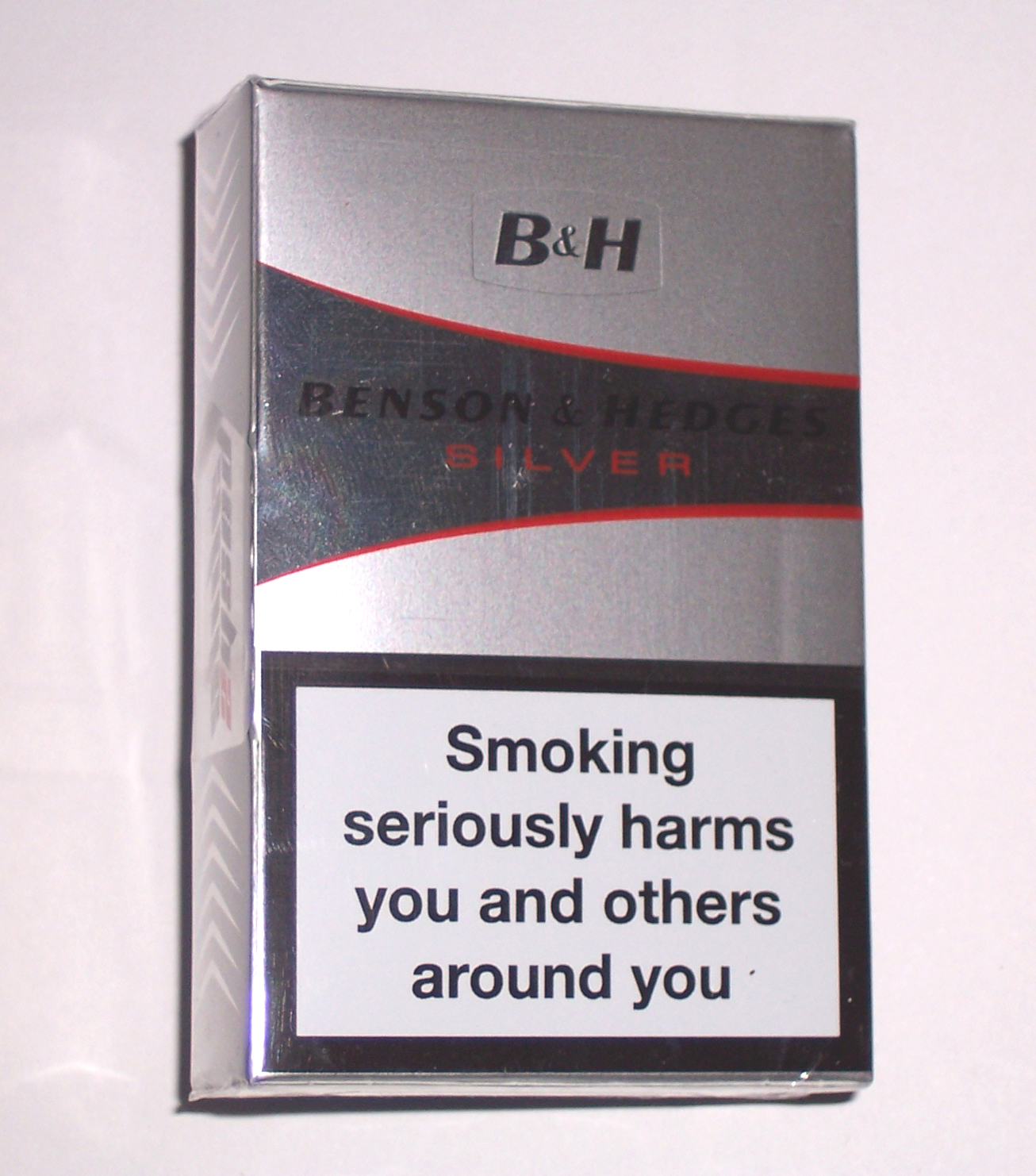
ベンソン&ヘッジス

ベンソン&ヘッジス（英語: Benson & Hedges）は、イギリスのタバコブランド。B&Hの略称でも知られる。
元々はギャラハーグループが所有するブランドで、現在はギャラハーを2007年に買収した日本たばこ産業（JT、実際には子会社のJTインターナショナル）がブランドを保有しているが、歴史的経緯から他のタバコメーカーにより製造・販売が行われている国も多い（詳細は後述）。

## 歴史
1873年にリチャード・ベンソンとウィリアム・ヘッジスの2人が設立した「Benson & Hedges Ltd.」によって誕生した。1878年にはいわゆる「イギリス王室御用達」に認められ、1999年に認定を取り消されるまでの間パッケージに王室の紋章が印刷されていた。
1900年代には北米大陸に進出したが、1928年に米国の現地法人が資本的に独立した後、1958年に米国法人が、1960年にカナダ法人が相次いでフィリップモリスに買収されたため、北米大陸では現在もフィリップモリス系列の企業で生産・販売が行われている。日本では1974年6月1日に発売されタール値は22mg、ニコチン値は1.6mgを数えた。後にタール20mg、ニコチン1.5mgに抑えられたが1982年に廃品となり、現在まで復活の目処はいっさいない。
一方で1955年には英国のBenson & Hedges Ltd.がギャラハーに買収されたほか、1956年には北米以外の海外部門がブリティッシュ・アメリカン・タバコ（BAT）により買収されたため、1960年代以降はフィリップモリス・ギャラハー・BATの3社が並行して同ブランドのタバコを生産する形になった。その後2007年にJTがギャラハーを買収したことから、現在はフィリップモリス・JT・BATの3社のブランドへと変化している。

## スポンサー

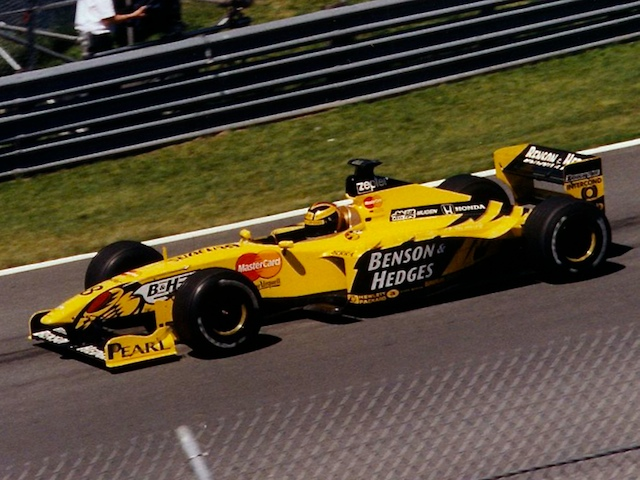
ジョーダン・199（1999年）

1996年から2005年にかけては、F1のジョーダン・グランプリチームのスポンサーを務めた（2001年まではメインスポンサーだったが、2002年以降はスポンサードを縮小）。当時はたばこ広告が規制される欧州開催のグランプリでは、「Be On Edge」（Benson and Hedges）など自社ブランドをもじったメッセージを車体側面などに掲示していた。
またイギリスで人気の高いスヌーカーにおいては、1975年から2003年にかけてマスターズの冠スポンサーを務めていた。
イギリス競馬で現在インターナショナルステークスとして行われている競走は、創設された1972年から1985年までの間、ベンソン&ヘッジスゴールドカップの名称で施行されていた。
オーストラリアでは1980年代に世界選手権（en:World Championship of Cricket）、ワールドシリーズカップ（en:World Series Cup）など、多くのクリケットの大会のスポンサーを務めていた。